# Головко, Андрей Григорьевич
Андрей Григорьевич Головко (род. 28 января 1964, Азербайджан) — советский и российский борец вольного стиля, чемпион СССР и СНГ, призёр чемпионатов России и Европы, призёр Кубка мира и Игр доброй воли, Мастер спорта СССР международного класса.

## Карьера
В 1985 году окончил факультет физической культуры Карачаево-Черкесского государственного педагогического университета. Выступал в тяжёлой весовой категории (до 100 кг). Тренировался под руководством Заслуженного тренера России Юрия Мелекерова. На внутрисоюзных соревнования представлял Карачаево-Черкесию. Член сборной команды страны в 1991—1993 годах. В 1993 году оставил большой спорт.

## Чемпионаты СССР и СНГ
- Чемпионат СССР по вольной борьбе 1990 года — ;
- Чемпионат СССР по вольной борьбе 1991 года — ;
- Чемпионат СНГ по вольной борьбе года — ;
- Чемпионат России по вольной борьбе 1993 года — ;